# Marianne Heemskerk
Marianne Yvonne Heemskerk (Rotterdam, 28 augustus 1944) is een voormalig Nederlands vlinderslagzwemster. Zij zwom voor zwemclub Het Gooi en HZC de Robben.
Heemskerk won in 1960 bij de Olympische Zomerspelen in Rome de zilveren medaille op de 100 meter vlinderslag in 1:10:4.
Zij brak op 12 juni 1960 het wereldrecord 200 meter vlinderslag in Leipzig (Duitsland). Na haar carrière als zwemster die ze beëindigde in het begin van 1965 is ze vanaf april datzelfde jaar tot en met 2015 actief geweest als trainster.
In 1983 werd ze pakketbezorgster bij Selektvracht. In 2021, op 77-jarige leeftijd, deed zij dat nog steeds, maar dan voor Post.nl.

## Erelijst (selectie)
- 1959 - Nederlands record op de 200 meter vlinderslag in 2:35:3 (Naarden)
- 1960 - WK - Wereldrecord op de 200 meter vlinderslag in 2:34:4
- 1960 - OS - Zilver en Europees record op de 100 meter vlinderslag in 1:10:4 (Rome)
- 1961 - NK - Goud op de 100 meter vlinderslag in 1:12:4
- 1961 - Europees record op de 400 meter wisselslag in 5:40:9 (Zwolle)
- 1961 - Nederlands record op de 200 meter vlinderslag in 2:30:3 (Naarden)
- 1961 - Nederlands record op de 400 meter wisselslag in 5:28:7 (Naarden)
- 1962 - EK - Brons op de 100 meter vlinderslag in 1:10:3
- 1962 - Europees record op 400 meter wisselslag in 5:36:0 (Rotterdam)
- 1962 - Nederlands record op de 400 meter wisselslag in 5:26:0 (Hilversum)
- 1963 - Nederlands record op de 200 meter vlinderslag in 2:29:5 (Bremen)

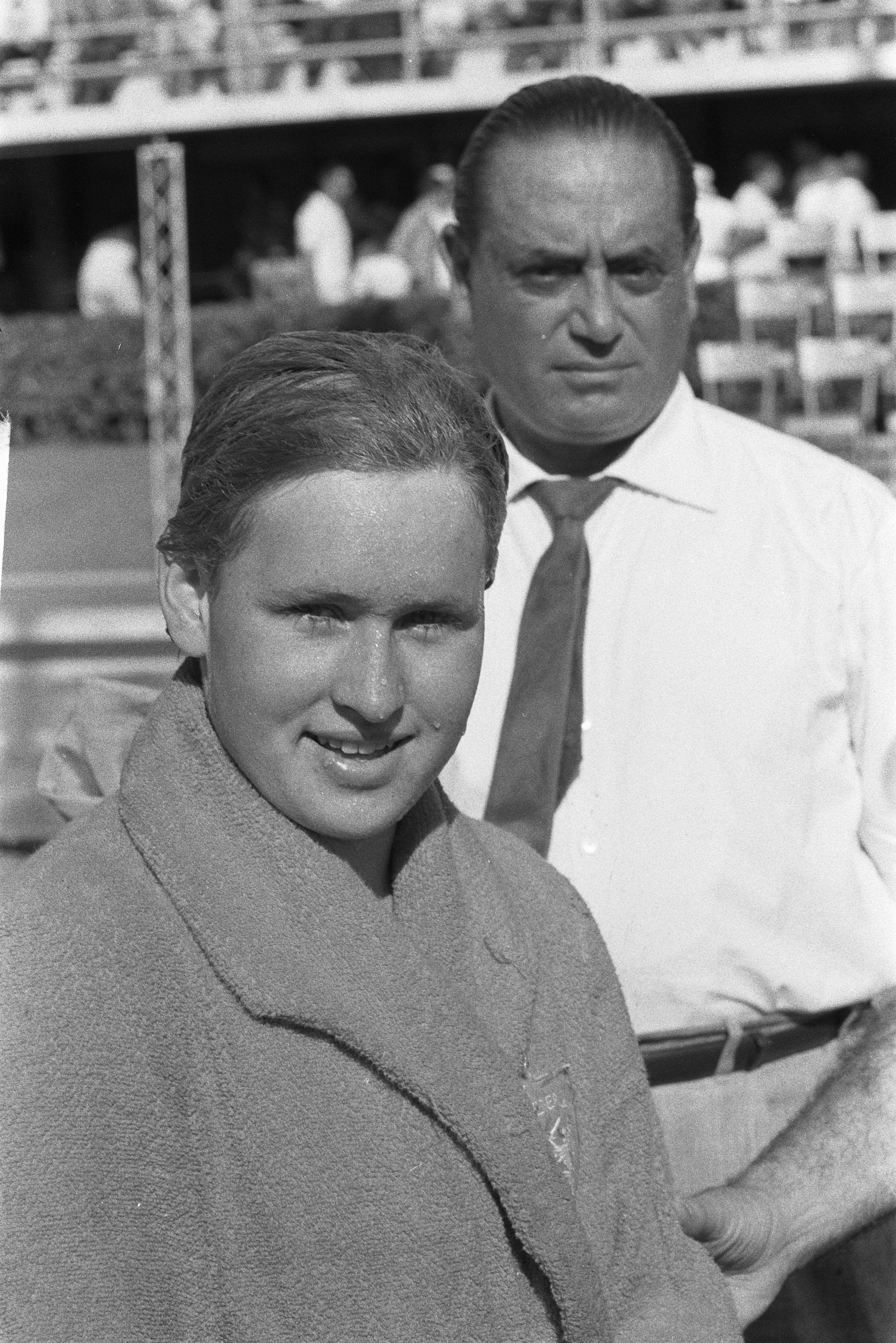
Na het behalen van de overwinning in de serie vlinderslag in Rome (1960)
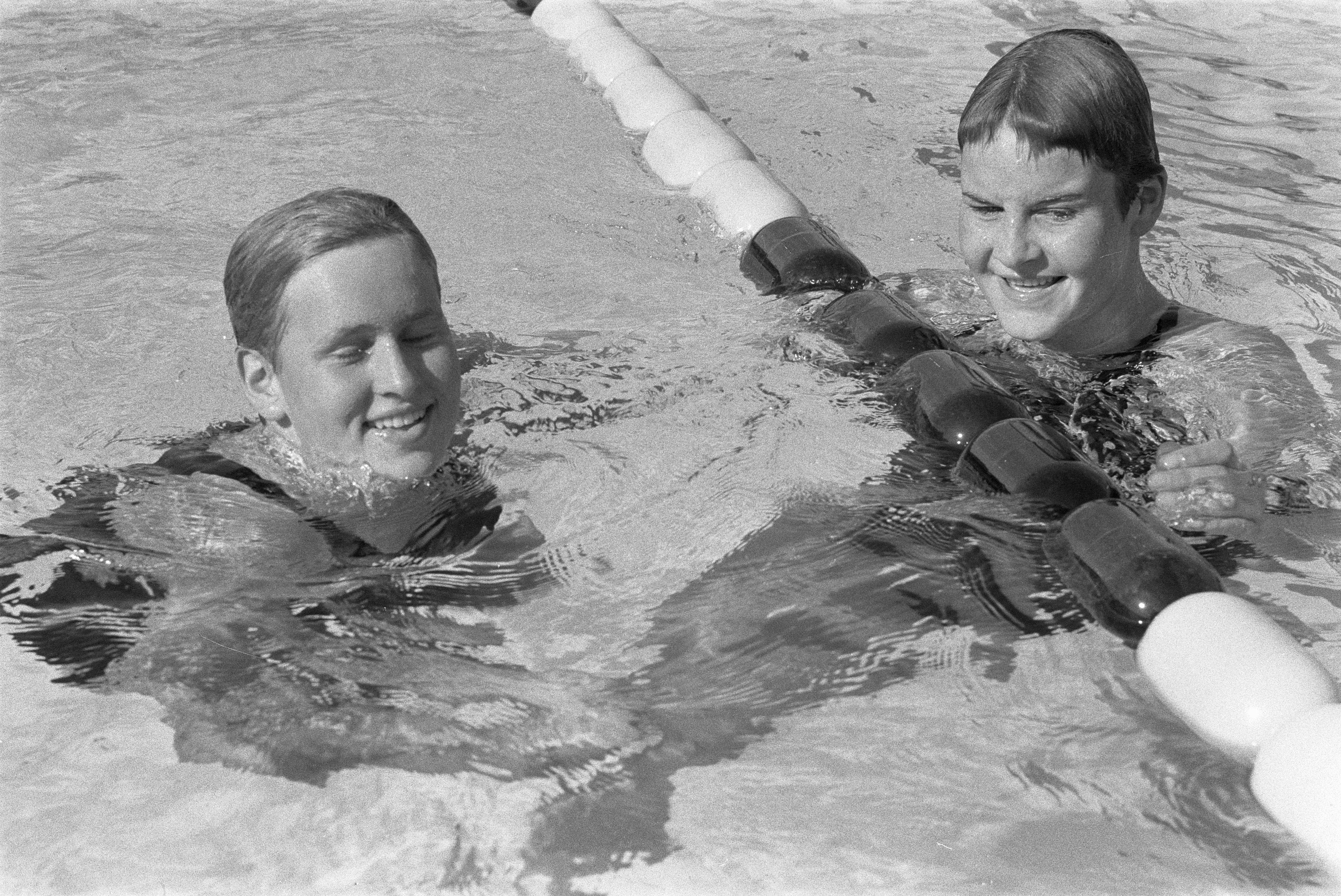
Heemskerk op de 100 meter vlinderslag op de Olympische Spelen te Rome (1960)
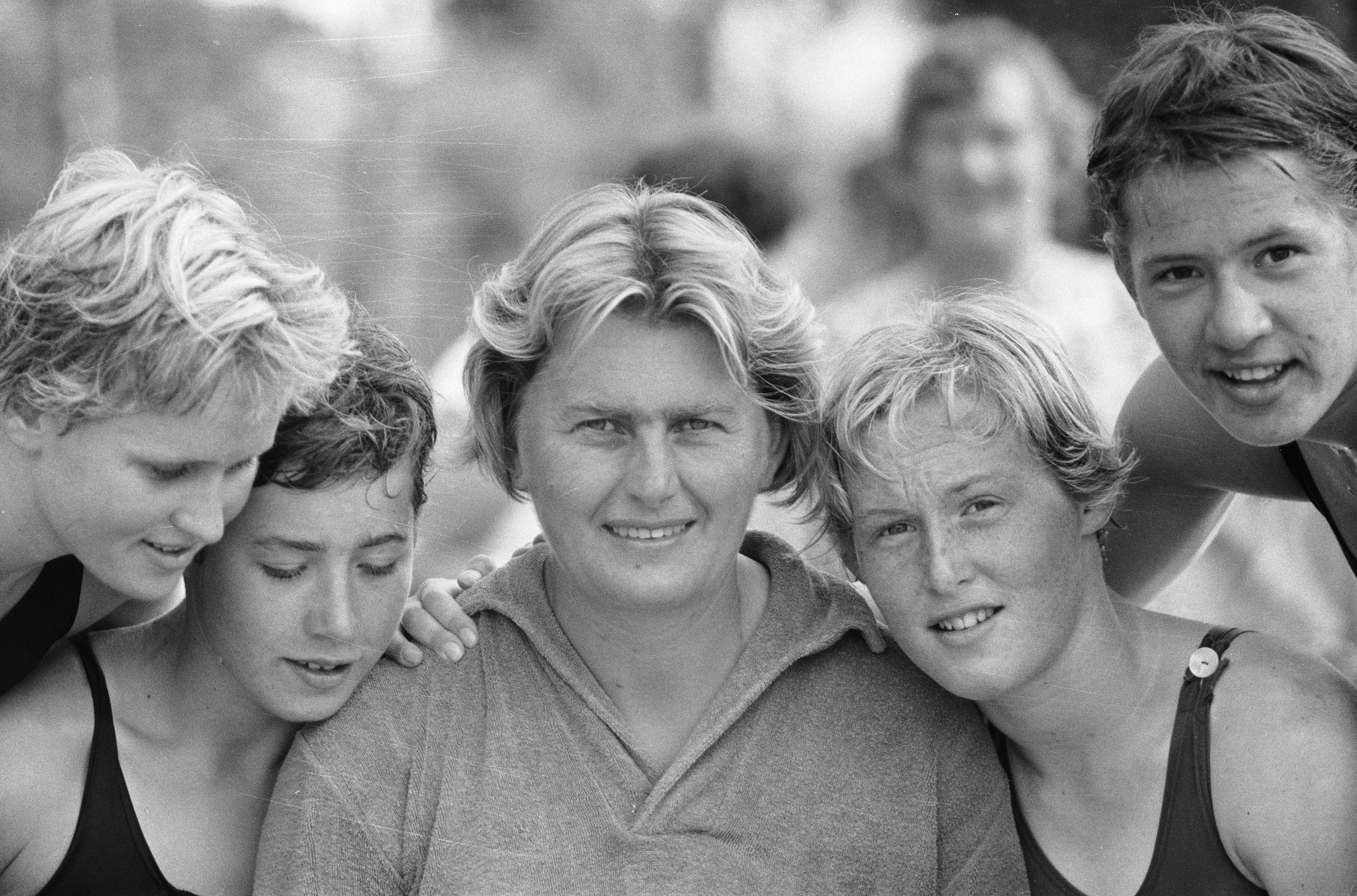
Met de estafetteploeg op de Nederlandse zwemkampioenschappen te Apeldoorn (1960)
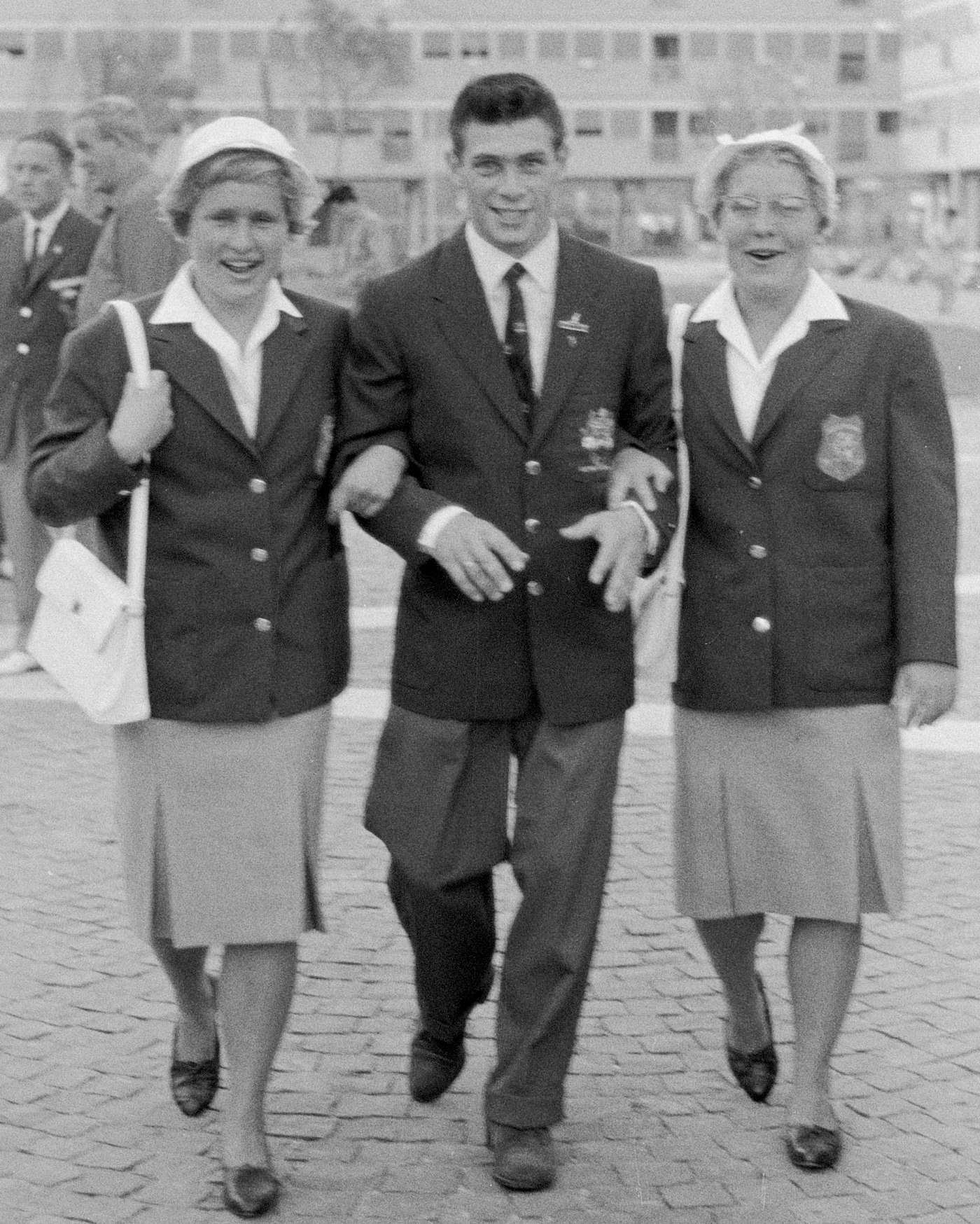
Marianne Heemskerk, Benjamin de Roo en Tineke Lagerberg tijdens de Olympische Spelen te Rome (1960).jpg
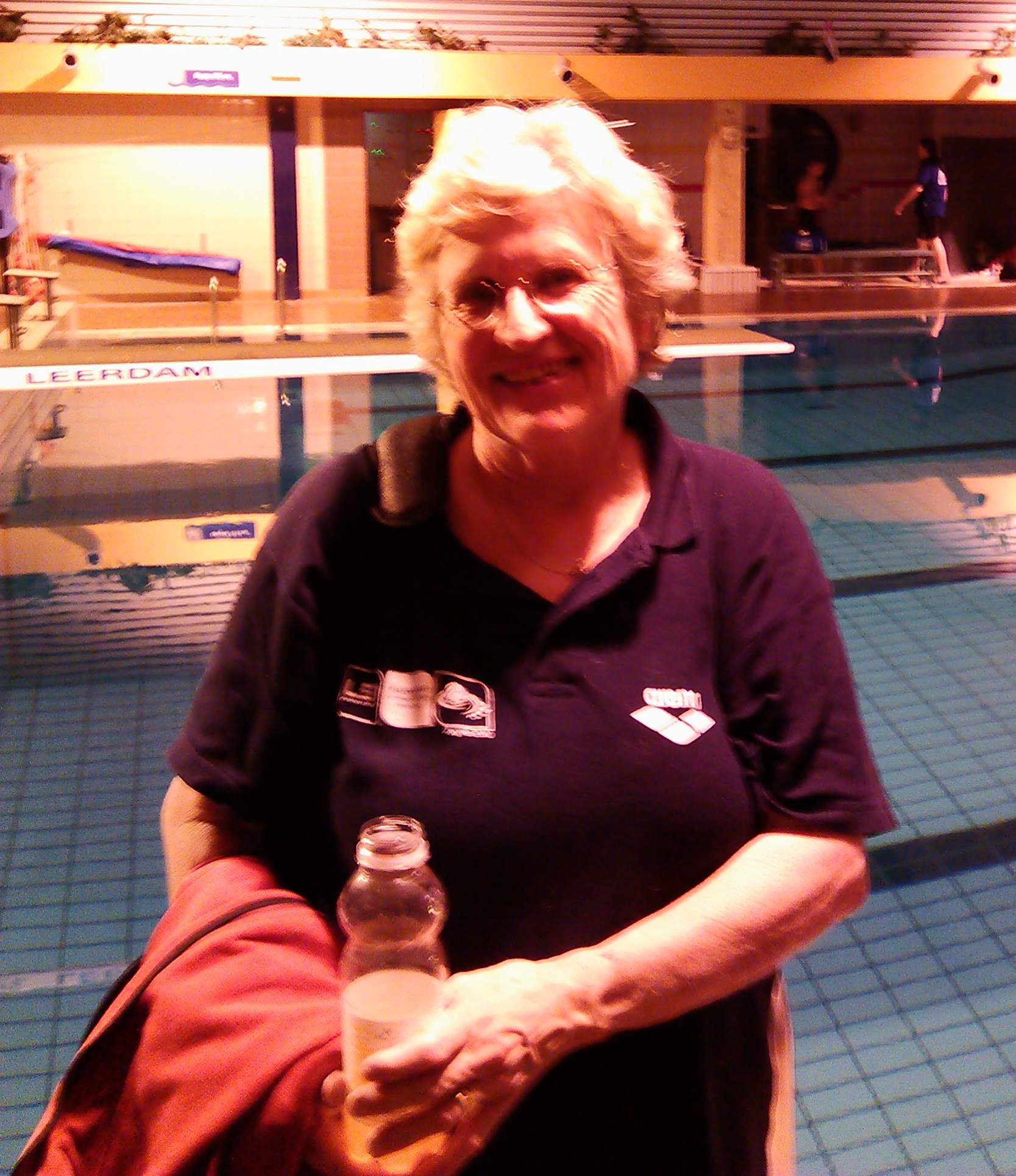
Marianne Heemskerk in 2011
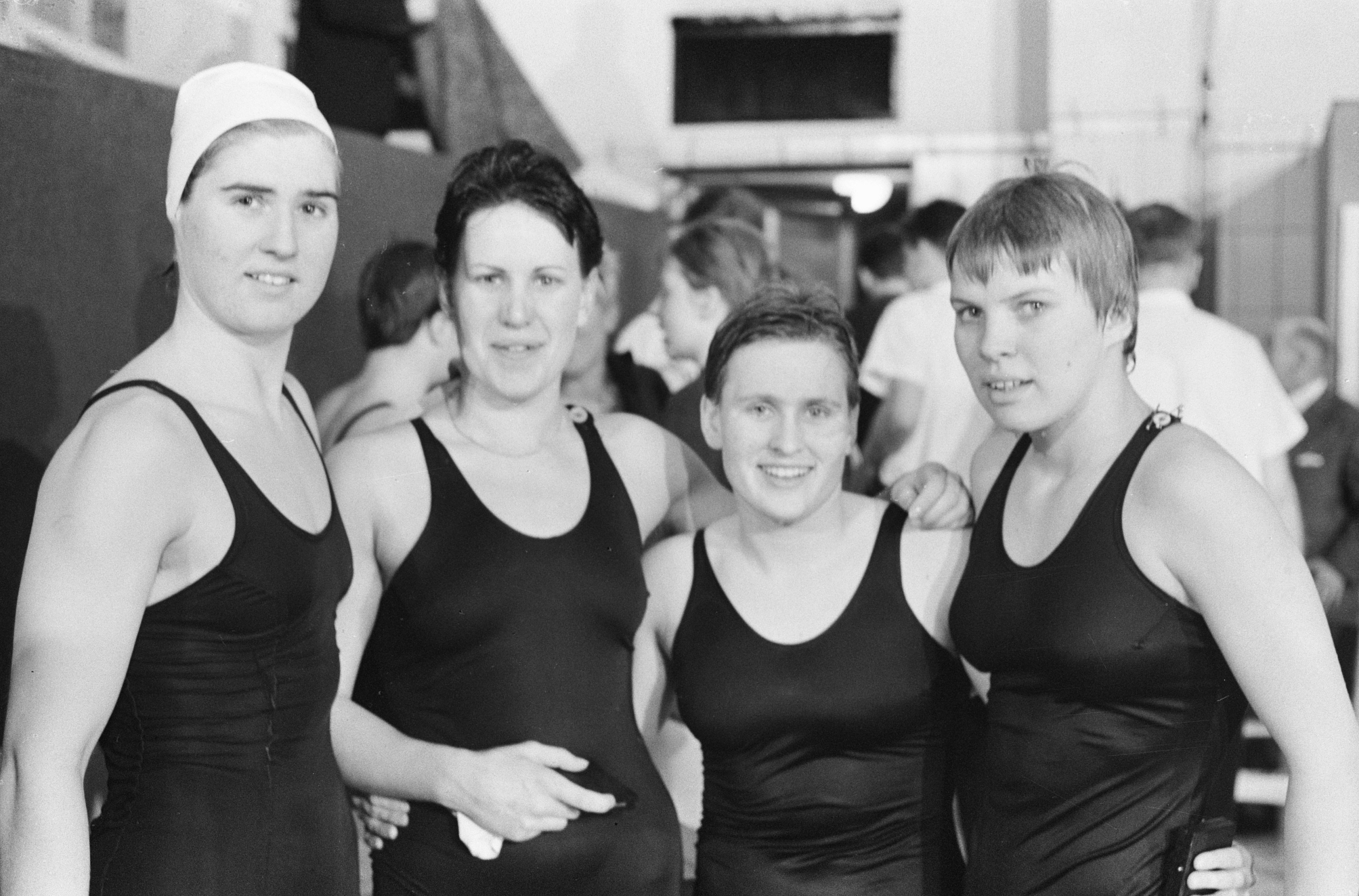
Marianne Heemskerk, Rita Kroon, Judith de Nijs en Ineke Tigelaar in 1963